# Ezra Pound
Ezra Weston Loomis Pound (Hailey, Idaho, 30. listopada 1885. – Venecija, Italija, 1. studenog 1972.), američki književnik, pjesnik i kritičar, te jedan od najvećih modernističkih pjesnika u prvoj polovici 20. stoljeća.
Kao ljevičarski autor koji je od 1911. do 1921. godine pisao za britanski socijalistički časopis (u to doba nije se još pravilo razliku između "socijalista" i "komunista") New Age, mnogo je pisao protiv Prvog svjetskog rata, pripisujući ga kapitalizmu - kako su to i inače činili socijalistički autori toga doba. 1921. godine je Pound napustio London i započeo život u Parizu, gdje se uvelike družio s drugim Amerikancima; među tim prijateljstvima se ističe ono s 14 godina mlađim Ernestom Hemingwayem. U Parizu je Pound objavio prvi dio svojih pjesama Cantos, koje se često smatraju njegovim životnim djelom.
Nakon što je Benito Mussolini došao na vlast u Italiji, Ezra Pound se preselio u Italiju, te je sve do kraja talijanskog fašističkog režima javno podržavao Mussolinija. Živeći u Italiji, objavljuje tijekom godina niz svojih djela u Sjedinjenim Američkim Državama. Među književnim djelima i napisima o estetici je i njegova knjiga ABC of Economics 1933Iz Italije je pisao za publikacije britanskog fašiste Sir Oswalda Mosleya, te je izražavao podršku i Hitleru; kao autor stotina radijskih emisija u ratnoj Italiji (čak, nakon Kapitulacije Kraljevine Italije 1943., na radiopostajama Talijanske Socijalne Republike) napadao je Sjedinjene Američke Države i Židove.
1945. godine su ga američke okupacijske snage u Italiji uhitile, te je optužen za veleizdaju. Nakon nekoliko mjeseci u američkom vojnom zatvoru u Pisi, proglašen je nesposobnim za rasuđivanje, te je potom 12 godina bio zatvoren u St. Elizabeths psychiatric hospital u Washington, D.C. Još dok je bio u zatvoru u Pisi, počeo je pisati nastavak svojih Cantos (Pisan Cantos; pisanje je započeo na toaletnom papiru), koji su mu objavljeni 1948., kao bolesniku zatočenom na psihijatriji 1949. godine je za tu knjigu dobio Bollingen Prize for Poetry, koju dodjeljuje Knjižnica Kongresa SAD. Liječnici su godinama raspravljali ima li Pound samo jako izražen narcizam (što je poremećaj osobnosti, ali s kakvim se osumnjičeniku može suditi), ili ipak ima neki psihotični poremećaj. Zabuni je pomagala okolnost da je Pound demonstrativno odbijao surađivati sa psihijatrima koji su imali prezimena koje je on prepoznavao kao židovska.
Dok je bio na psihijatriji, Ezra Pound je primao posjete, među kojima su bili intelektualci povezani s ekstremno desnim američkim udrugama, poput Ku Kux Klana i Arijskog bratstva; FBI je vodio evidenciju o njegovim posjetiteljima, te je naposljetku Poundov dosje kod FBI-ja ima preko 1.500 stranica. Uspijevao je Pound i objavljivati članke političkog (profašističkog) karaktera, koji su bili objavljivani nepotpisani. Literarna djela koja je Ezra Pound objavio, bila su tijekom godina njegovog boravka na psihijatriji nenovo objavljivane, uvrštavane u nove zbirke i čitane.
Nakon dugogodišnjeg zauzimanja američkih pisaca - Ernest Hemingway se za njegovo puštanje zauzeo neposredno nakon što je 1954. godine dobio Nobelovu nagradu za književnost - 1958. godine je Ezra Pound otpušten iz psihijatrijske bolnice. To se dogodilo neposredno nakon što je na sudu koji je vodio postupak povodom optužbe za veleizdaju kazneni postupak obustavljen "zbog neizlječive mentalne bolesti okrivljenika". Nakon toga se Pound vratio u Italiju, gdje je živjela njegova obitelj; ondje je ostao do smrti 1972. godine. U Italiji je napisao zadnji 6 od 116 svojih "Cantos".
Prema kraju života nije se odrekao svojih političkih nazora, ali je u jednom razgovoru s američkim književnicima rekao da su sve dobre stvari koje je htio i radio okaljane glupostima, od kojih je najveća bio njegov "malograđanski antisemitizam".

## Poveznice
- Izgubljena generacija

## Vanjske poveznice
- Ezra Pound (Gamad.hr)